# Luca Vitali
Luca Vitali, (nacido el 9 de mayo de 1986 en San Giorgio di Piano, Italia) es un jugador de baloncesto italiano. Con 2.01 de estatura, su puesto natural en la cancha es el de base. Actualmente forma parte de la plantilla del Pallacanestro Cantù.

## Carrera deportiva
Vitali es un jugador polivalente que actúa de base, pero puede hacerlo también como escolta o alero. Formado en las categorías de la Virtus, acumula un gran bagaje como profesional en su país, al que ha defendido en competiciones internacionales en un total de 109 ocasiones. El internacional con la selección italiana disputó el Eurobasket de 2013.
Tiene una amplia experiencia, y es que en su país ha defendido los colores de equipos como el Mens Sana Siena, Olimpia Milán, Virtus Roma o el Reyer Venezia.
En la temporada 2014/15, el transalpino terminó la temporada en la LEGA de la mano del Vanoli Cremona, donde ha promediado 12.5 puntos, 5.7 rebotes y 5.7 asistencias para 19.4 de valoración. 
En mayo de 2015, firma por el Club Baloncesto Gran Canaria que se refuerza con el internacional italiano para jugar los play-offs.

## Trayectoria
- Virtus Bolonia (2003)
- Montepaschi Siena (2003-2004)
- Sutor Basket Montegranaro (2004-2008)
- Olimpia Milano (2008-2009)
- Pallacanestro Virtus Roma (2009-2011)
- Virtus Bolonia (2011-2012)
- Vanoli Cremona (2012-2013)
- Reyer Venezia Mestre (2013-2014)
- Vanoli Cremona (2014-2015)
- Club Baloncesto Gran Canaria (2015)
- Vanoli Cremona (2015-2016)
- Basket Brescia Leonessa (2016-2022)
- Napoli Basket (2022)
- Pallacanestro Cantù (2022-)